# Abdij Sint-Benedictusberg
De Abdij Sint-Benedictusberg is een benedictijner abdij in het Nederlands-Limburgse plaatsje Mamelis in de gemeente Vaals, die behoort tot de congregatie van Solesmes. De abdij ligt vlak bij de provinciale weg Maastricht-Aken op een hoogte uitkijkend over het dal van de Selzerbeek. De kerk en een deel van het klooster gelden als belangrijke voorbeelden van de Bossche School en het werk van Dom Hans van der Laan. Het gehele gebouw heeft de status van rijksmonument.

## Geschiedenis
De abdij werd gesticht als vervanger van een abdij in Merkelbeek. Deze abdij werd in 1897 gesticht en overwegend bevolkt door Duitse monniken die vanwege de beperkende maatregelen tegen kloosters tijdens de Kulturkampf in Duitsland hun toevlucht zochten tot Nederland. De abdij van Merkelbeek leed evenwel gevoelige verliezen als gevolg van de Eerste Wereldoorlog. Toen zagen vele broeders zich gedwongen dienst te nemen in het keizerlijke leger en na afloop van de oorlog was het klooster zo goed als verlaten.
Na de oorlog werd besloten tot de herstichting op de huidige plaats. In 1922 werd begonnen met de bouw van het complex dat was ontworpen door de belangrijke Duitse architect Dominicus Böhm in samenwerking met Martin Weber. Reeds in 1923 werd de bouw gestaakt, nog voordat er met de bouw van de abdijkerk was begonnen. In de abdij woonden tot en met de Tweede Wereldoorlog vooral Duitse benedictijnen. Na de oorlog werden deze uitgewezen en namen allereerst Amerikaanse soldaten hun intrek in de abdij, gevolgd door politieke delinquenten en uit Indonesië gerepatrieerde gezinnen. Aan het einde van de jaren veertig zocht het bisdom Roermond contact met de benedictijner congregatie teneinde het kloosterleven in Mamelis te laten herleven. Besloten werd tot een tweede herstichting vanuit de Sint-Paulusabdij in Oosterhout. In 1951 kwamen de eerste monniken uit Oosterhout aan in Mamelis. In 1956 kreeg monnik-architect Dom Hans van der Laan, die vanuit Oosterhout was meeverhuisd naar Sint-Benedictusberg, de opdracht om de abdij te voltooien. Van zijn hand is onder meer de abdijkerk uit 1967-'68 en een groot deel van het meubilair. Van der Laan woonde van 1968 (het jaar waarin de kerk plechtig werd ingewijd) tot zijn dood in 1991 in de abdij.

## Monniken
Van 1964 tot 1996 was Dom Nicolaas de Wolf (1931-2015) abt; hij werd opgevolgd door Dom Adrianus (Ad) Lenglet. In 2021 leefden er in de abdij achttien monniken, de abdij heeft bovendien zo'n veertig oblaten.
In het voorjaar van 2025 bood abt Lenglet zijn ontslag aan. Er is echter geen nieuwe abt gekozen: op 12 juni 2025 is een van de monniken, p. Frits Schlatmann, tot nader order als administrator aangesteld.

## Liturgie
Algemeen
In de abdij Sint-Benedictusberg wordt de liturgie vrijwel volledig in het Latijn gevierd, met gregoriaanse muziek. De getijden (gebedsdiensten) worden in hun geheel in het Latijn gevierd; in de psalmverdeling over de week volgt men de Regel van Benedictus op de voet (met als belangrijkste uitgangspunt dat alle 150 psalmen in een week aan bod moeten komen). De Hoogmis is grotendeels in het Latijn; alleen de lezingen en de voorbeden zijn in het Nederlands – net als de eventuele preek (alleen op zon- en feestdagen). Men viert de mis volgens de Novus Ordo van na het Tweede Vaticaans Concilie.
Door het feit dat de monniken deze liturgie dag in dag uit vieren is er een hoge mate van stilering bereikt. Het feit dat elke monnik precies weet wat er op welk moment moet gebeuren, gecombineerd met de volledige afwezigheid van instrumenten (zelfs de belletjes voor bij de consecratie zijn afwezig), zorgt ervoor dat de liturgie een zeer verstild karakter kent. Hierdoor is de abdij dan ook vermaard bij musicologen, liturgiekenners en priesters, die de liturgie in de abdij een voorbeeldfunctie toedichten.
Met hun aandacht voor liturgie en het gregoriaans neemt de abdij een bijzondere plek in Nederland in - nergens anders is de Latijnse liturgie zo volledig in gebruik.
Dagelijkse diensten
04.30 uur: Metten

06.30 uur: Lauden

07.45 uur: Priem

09.30 uur: Terts en Hoogmis

12.15 uur: Sext

14.00 uur: Noon (op donderdagen door het jaar: 13.30 / op zon- en feestdagen: 13:45)

17.00 uur: Vespers (op donderdagen door het jaar: 18.00)

20.00 uur: Completen
Overige diensten en afwijkingen
Op weekdagen is er na de Lauden een gelezen H. Mis in het Nederlands of Latijn (in de crypte, aan een van de zij-altaren).

Op zondagen is er om 08.00 uur een H. Mis in het Nederlands (in de crypte, aan het hoofdaltaar).

Elke eerste vrijdag van de maand, na de Vespers: Litanie van het H. Hart en aanbidding.
Bijzondere vieringen
Kerstmis

24 december, 20.30: Metten

24 december, ca. 23.00: Nachtmis

25 december, 07.00: Lauden

25 december, na de Lauden: Dageraadsmis in het Nederlands (in de crypte)

25 december, 09.30: Hoogmis
Witte Donderdag

17.30 uur: Viering van het Laatste Avondmaal, met voetwassing (De vespers vervallen)

Tot 24.00 uur: gelegenheid tot aanbidding van het Allerheiligst Sacrament

Goede Vrijdag

05.30 uur: Donkere Metten en Lauden

15.00: Herdenking van het Lijden van de Heer en Kruisaanbidding (De vespers vervallen)

Tot 20.30 uur: gelegenheid tot verering van het Kruis

Stille Zaterdag

05.30 uur: Donkere Metten en Lauden

22.30 uur: Paaswake (De completen vervallen)

Paaszondag

07.00 uur: Lauden (De priem vervalt)

## Externe link

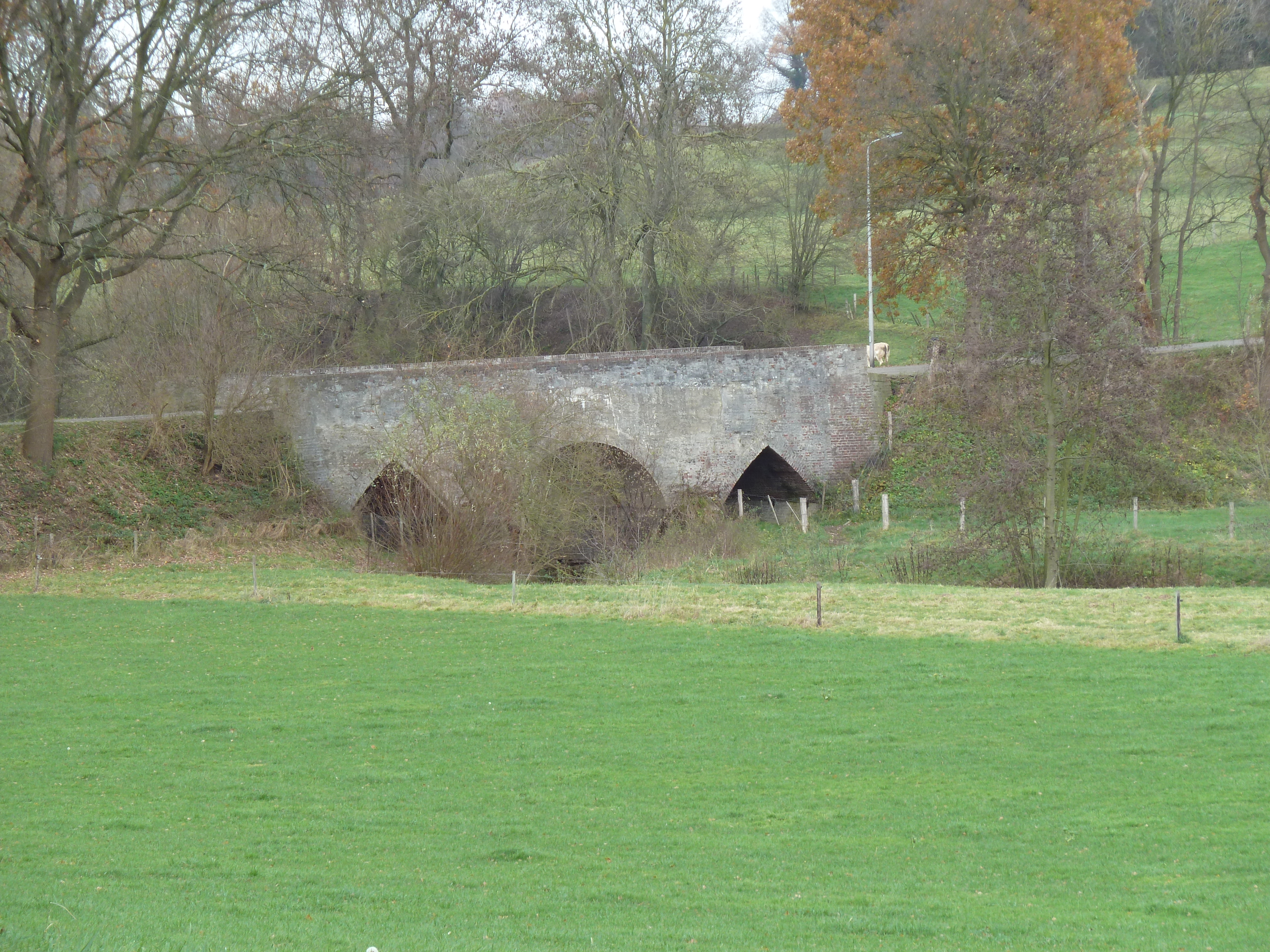
Brug naar de abdij
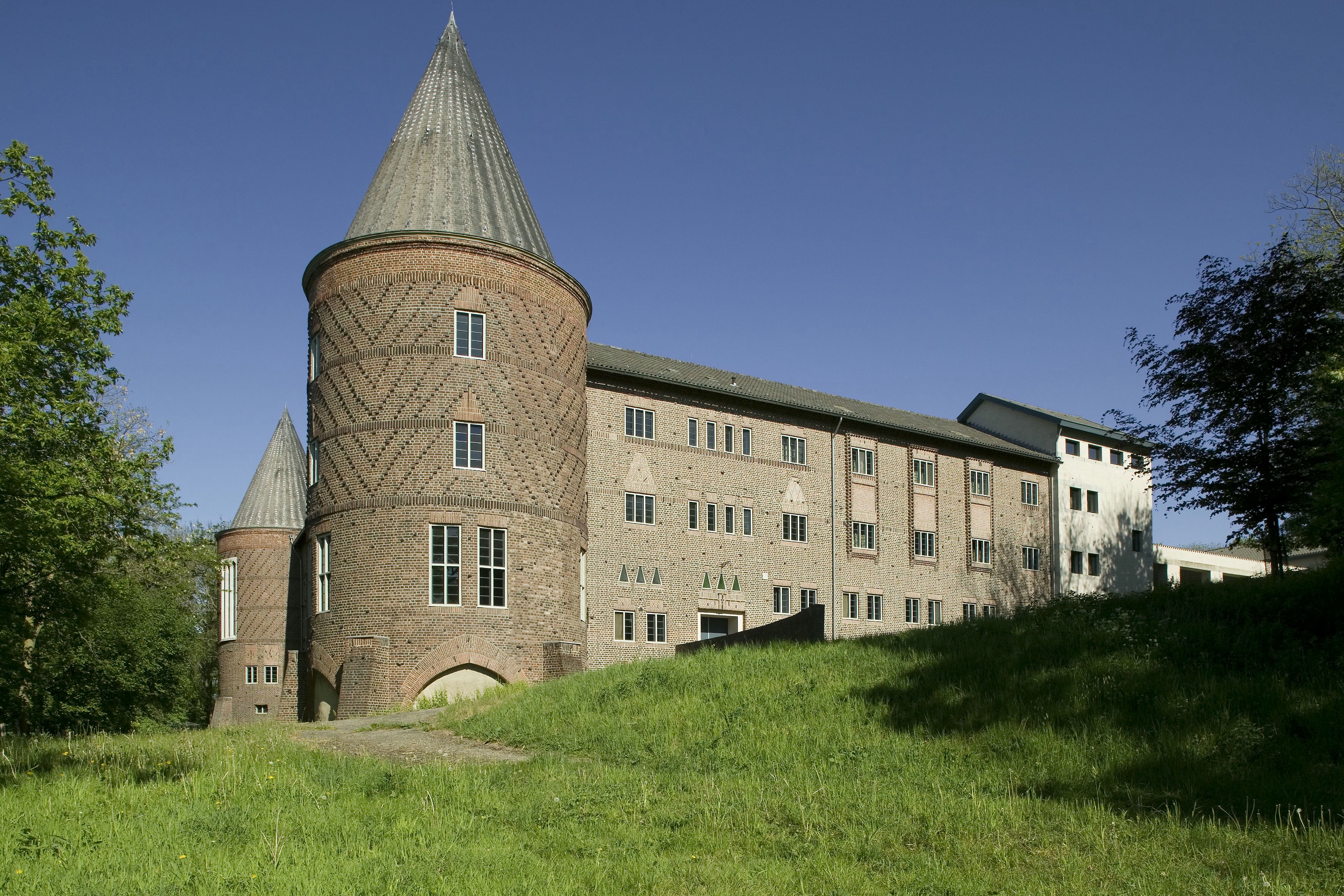
Ouder bouwdeel
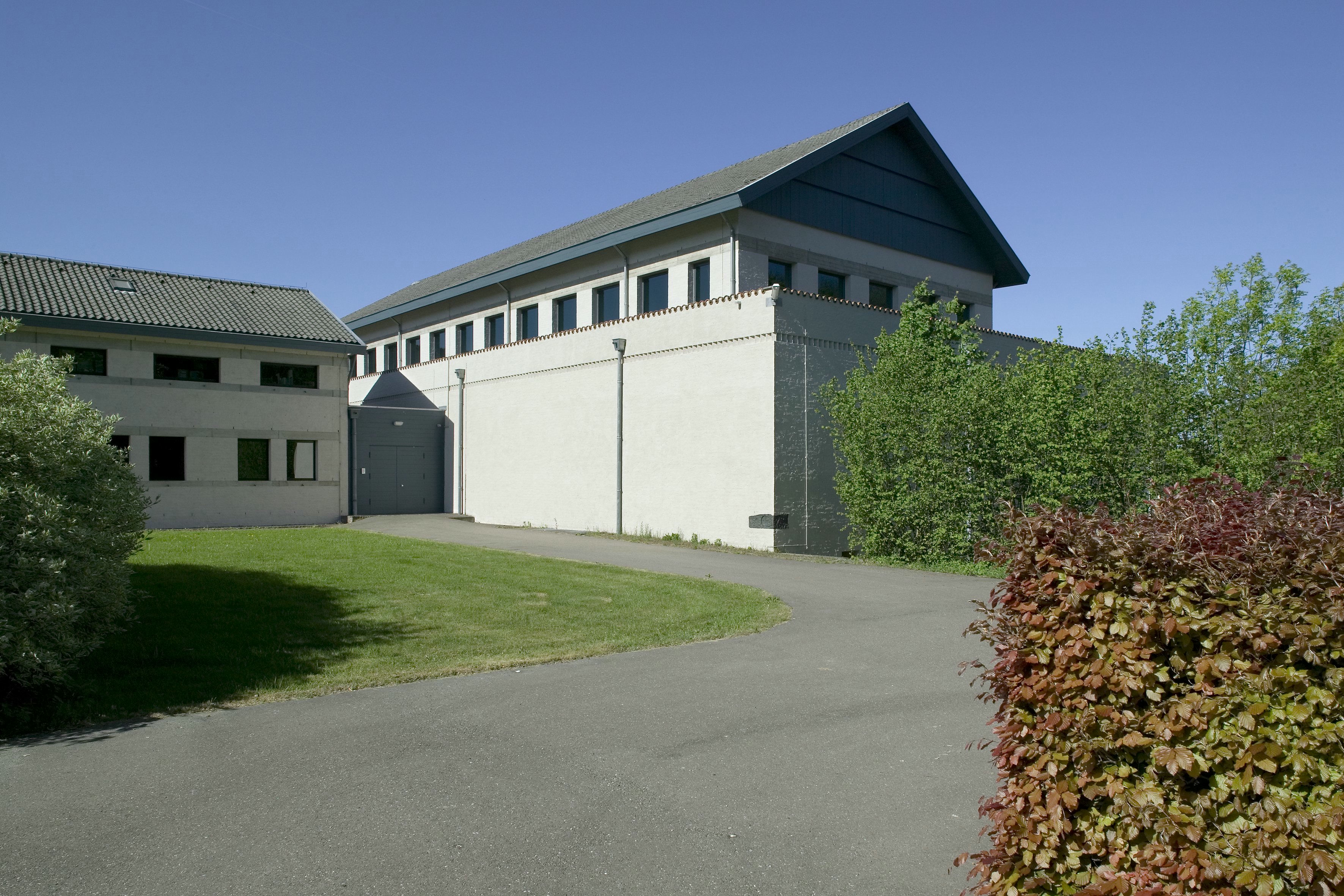
Nieuwe complex
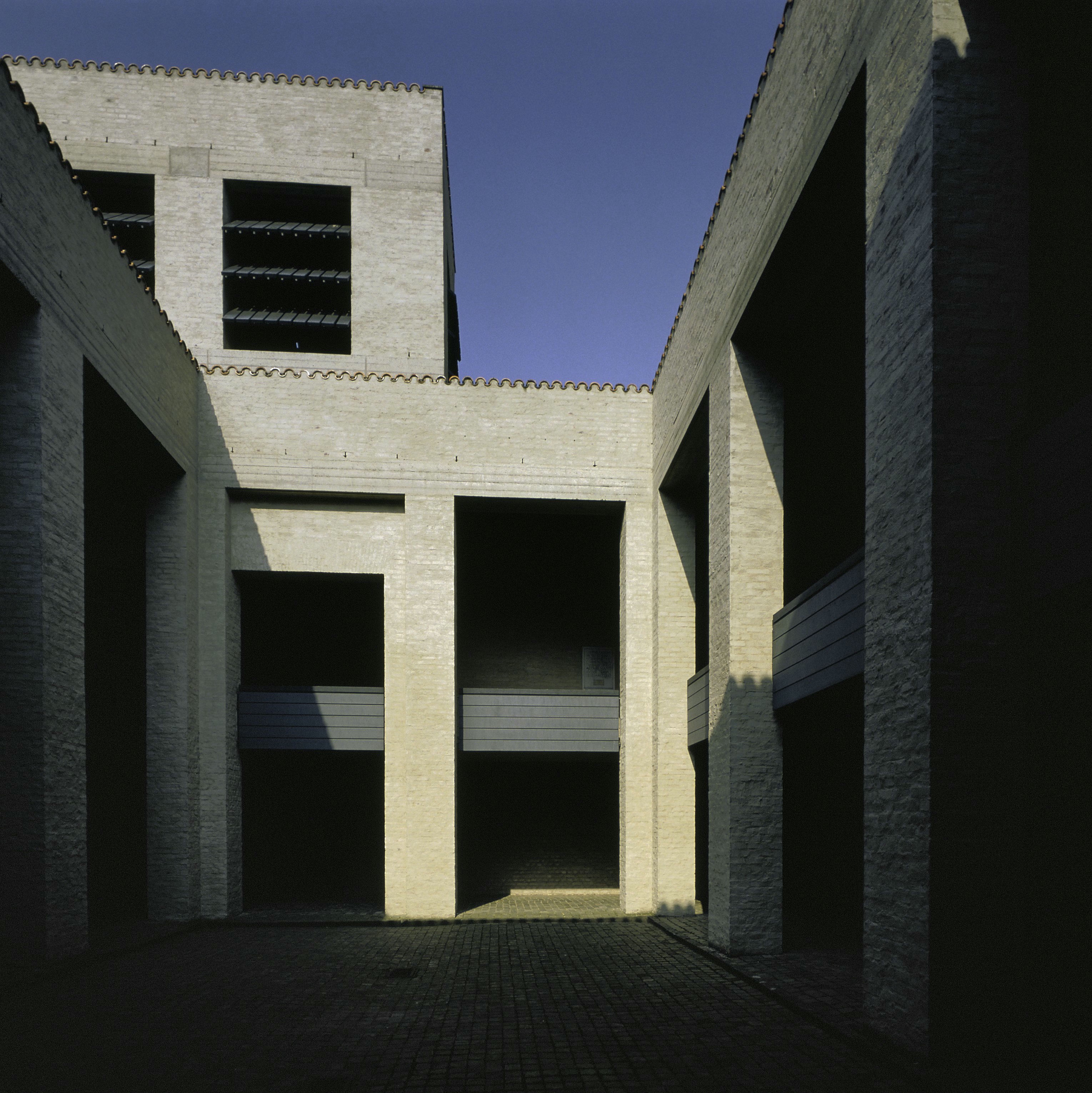
Atrium
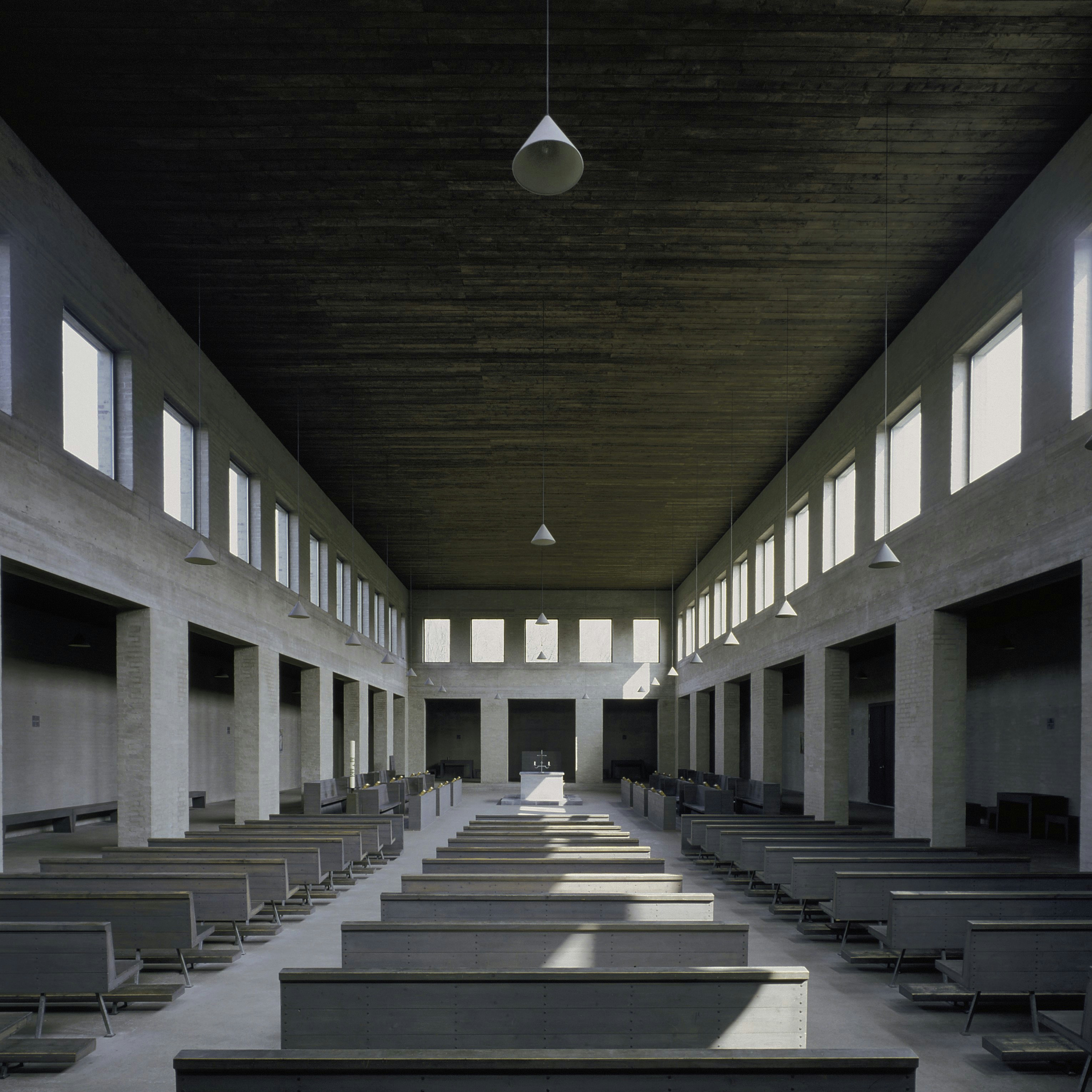
Interieur bovenkerk
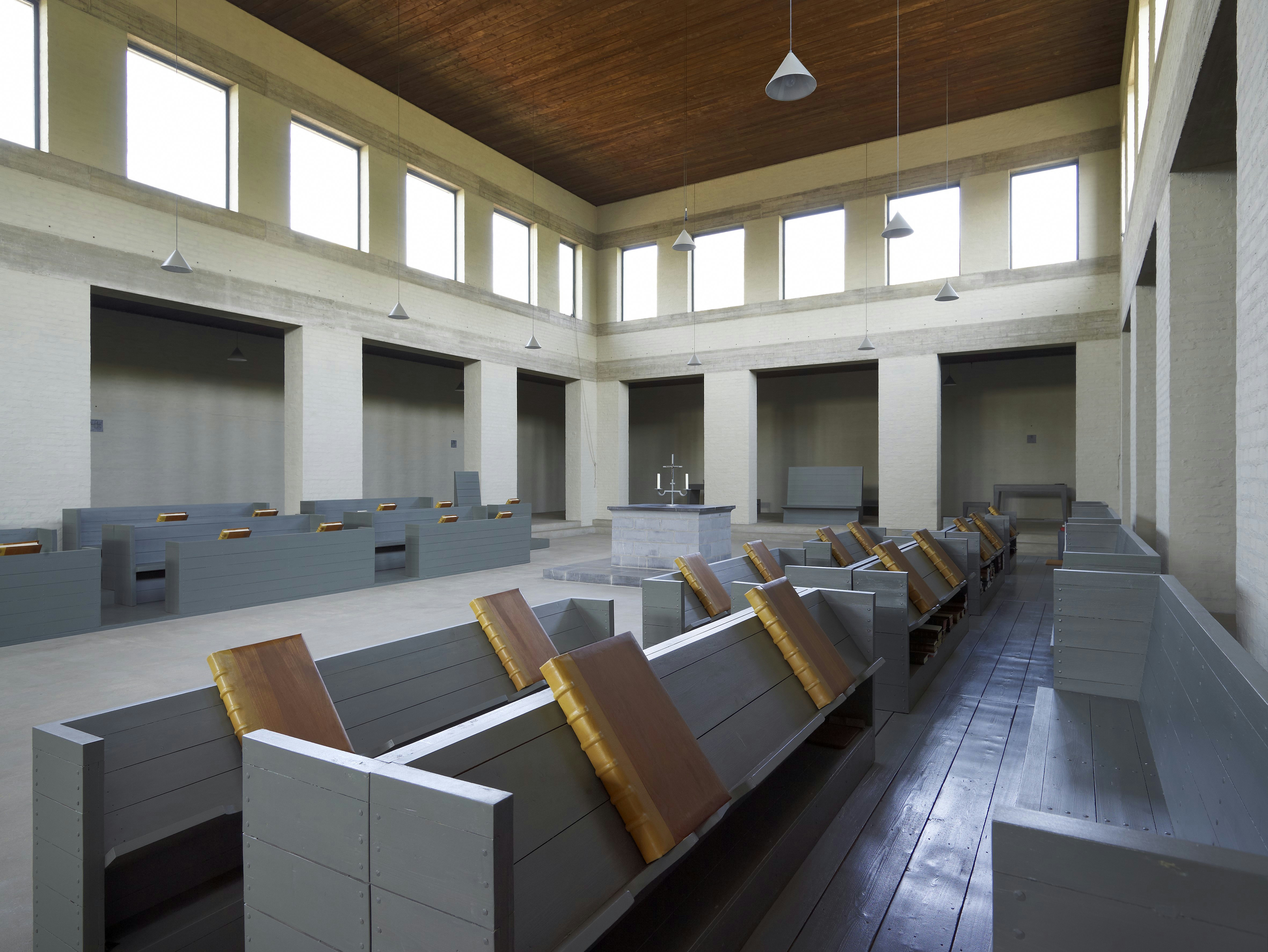
Koorbanken bovenkerk
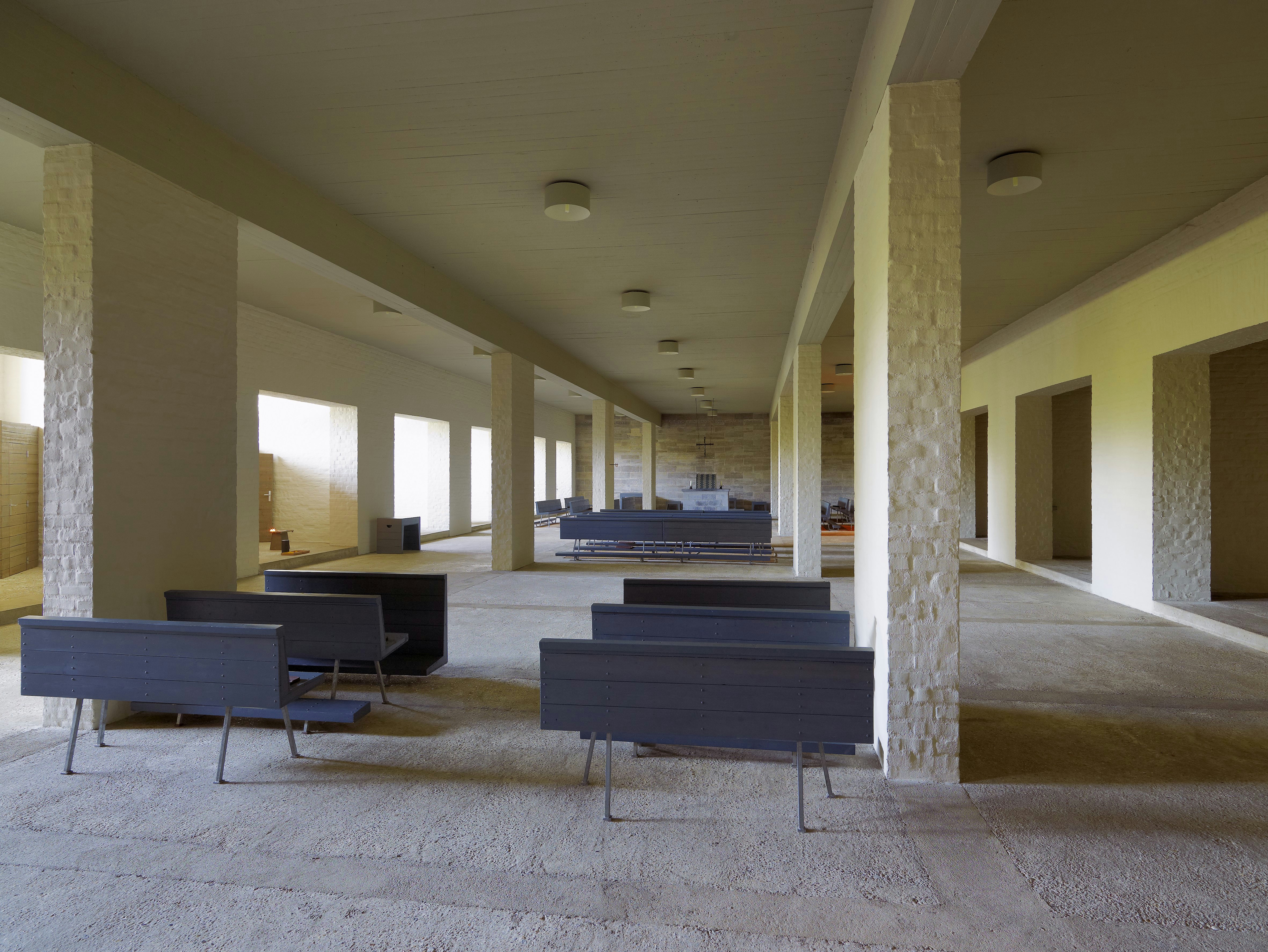
Onderkerk of crypte
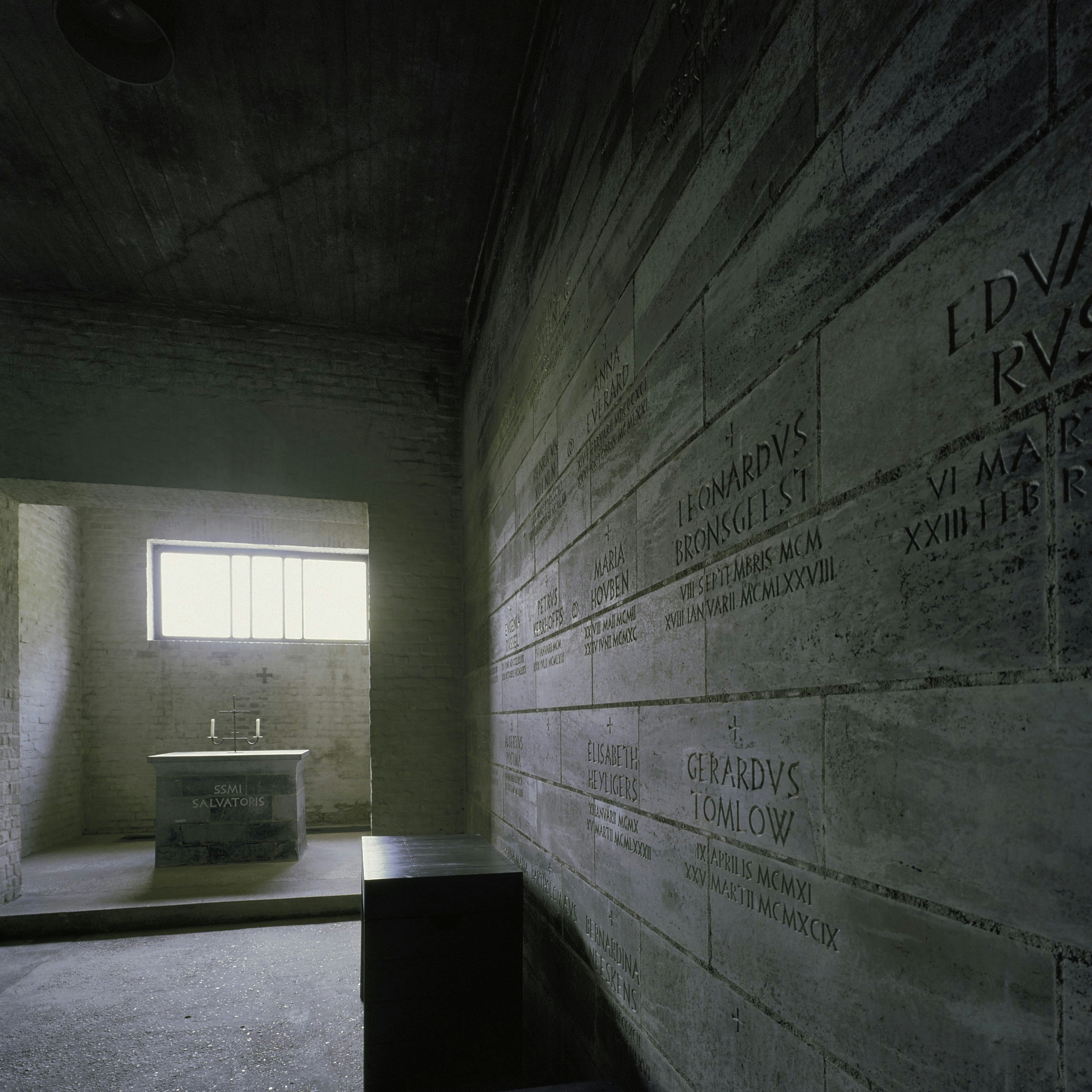
Detail crypte